# Boldog Meszlényi Zoltán híd
A  Boldog Meszlényi Zoltán híd a 3-as főút hatvani vasútállomás felett átívelő felüljárója. Az 1914-ben átadott, addig „névtelen” híd a nevét a 2013–2015-ös jelentős átépítés, korszerűsítés után Hatvan város neves szülöttjéről, a boldoggá avatott Meszlényi Zoltán katolikus püspökről kapta 2015-ben.